# Паскуаро (Паскуаро, Мичоакан)
Паскуаро (шп. Pátzcuaro) насеље је у Мексику у савезној држави Мичоакан у општини Паскуаро. Насеље се налази на надморској висини од 2140 м.

## Становништво
Према подацима из 2010. године у насељу је живело 55298 становника.

### Хронологија
| Година       | 2000                  | 2005                  | 2010                  |
| ------------ | --------------------- | --------------------- | --------------------- |
| Становништво | 47993 (22570 / 25423) | 51124 (24061 / 27063) | 55298 (26107 / 29191) |

### Попис
| \| \| м \| \| \| ж \| \| 0—2 \| 1.629 \| \| \| 1.593 \| \| 3—5 \| 1.739 \| \| \| 1.734 \| \| 6—11 \| 3.397 \| \| \| 3.343 \| \| 12—14 \| 1.689 \| \| \| 1.601 \| \| 15—17 \| 1.685 \| \| \| 1.713 \| \| 18—24 \| 3.339 \| \| \| 3.815 \| \| 60+ \| 2.393 \| \| \| 2.883 \| \| Просек : \| 28,0 \| \| \| 29,6 \| |       |  |  |       |
| |       |  |  |       |
| | м     |  |  | ж     |
| 0—2 | 1.629 |  |  | 1.593 |
| 3—5 | 1.739 |  |  | 1.734 |
| 6—11 | 3.397 |  |  | 3.343 |
| 12—14 | 1.689 |  |  | 1.601 |
| 15—17 | 1.685 |  |  | 1.713 |
| 18—24 | 3.339 |  |  | 3.815 |
| 60+ | 2.393 |  |  | 2.883 |
| Просек : | 28,0  |  |  | 29,6  |

| #   | Индикатор                                                                                        | Вредност |
| --- | ------------------------------------------------------------------------------------------------ | -------- |
| 1   | Становништво од 0 до 2 године                                                                    | 3222     |
| 2   | Мушко становништво од 0 до 2 године                                                              | 1629     |
| 3   | Женско становништво од 0 до 2 године                                                             | 1593     |
| 4   | Становништво са 3 и више година                                                                  | 51996    |
| 5   | Мушко становништво са 3 и више година                                                            | 24441    |
| 6   | Женско становништво са 3 и више година                                                           | 27555    |
| 7   | Становништво са 5 и више година                                                                  | 49722    |
| 8   | Мушко становништво са 5 и више година                                                            | 23322    |
| 9   | Женско становништво са 5 и више година                                                           | 26400    |
| 10  | Становништво са 12 и више година                                                                 | 41783    |
| 11  | Мушко становништво са 12 и више година                                                           | 19305    |
| 12  | Женско становништво са 12 и више година                                                          | 22478    |
| 13  | Становништво са 15 и више година                                                                 | 38493    |
| 14  | Мушко становништво са 15 и више година                                                           | 17616    |
| 15  | Женско становништво са 15 и више година                                                          | 20877    |
| 16  | Становништво са 18 и више година                                                                 | 35095    |
| 17  | Мушко становништво са 18 и више година                                                           | 15931    |
| 18  | Женско становништво са 18 и више година                                                          | 19164    |
| 19  | Становништво од 3 до 5 година                                                                    | 3473     |
| 20  | Мушко становништво од 3 до 5 година                                                              | 1739     |
| 21  | Женско становништво од 3 до 5 година                                                             | 1734     |
| 22  | Становништво од 6 до 11 година                                                                   | 6740     |
| 23  | Мушко становништво од 6 до 11 година                                                             | 3397     |
| 24  | Женско становништво од 6 до 11 година                                                            | 3343     |
| 25  | Становништво од 8 до 14 година                                                                   | 7791     |
| 26  | Мушко становништво од 8 до 14 година                                                             | 3956     |
| 27  | Женско становништво од 8 до 14 година                                                            | 3835     |
| 28  | Становништво од 12 до 14 година                                                                  | 3290     |
| 29  | Мушко становништво од 12 до 14 година                                                            | 1689     |
| 30  | Женско становништво од 12 до 14 година                                                           | 1601     |
| 31  | Становништво од 15 до 17 година                                                                  | 3398     |
| 32  | Мушко становништво од 15 до 17 година                                                            | 1685     |
| 33  | Женско становништво од 15 до 17 година                                                           | 1713     |
| 34  | Становништво од 18 до 24 године                                                                  | 7154     |
| 35  | Мушко становништво од 18 до 24 године                                                            | 3339     |
| 36  | Женско становништво од 18 до 24 године                                                           | 3815     |
| 37  | Женско становништво од 15 до 49 година                                                           | 15588    |
| 38  | Становништво са 60 и више година                                                                 | 5276     |
| 39  | Мушко становништво са 60 и више година                                                           | 2393     |
| 40  | Женско становништво са 60 и више година                                                          | 2883     |
| 41  | Однос између мушкараца и жена                                                                    | 89.44    |
| 42  | Становништво од нуле до 14 година                                                                | 16725    |
| 43  | Становништво од 15 до 64 године                                                                  | 34830    |
| 44  | Становништво од 65 година и више                                                                 | 3663     |
| 45  | Просечан број деце                                                                               | 2.43     |
| 46  | Становништво рођено у ентитету                                                                   | 51266    |
| 47  | Мушко становништво рођено у ентитету                                                             | 24170    |
| 48  | Женско становништво рођено у ентитету                                                            | 27096    |
| 49  | Становништво рођено у другом ентитету                                                            | 3366     |
| 50  | Мушко становништво рођено у другом ентитету                                                      | 1611     |
| 51  | Женско становништво рођено у другом ентитету                                                     | 1755     |
| 52  | Становништво од 5 година и више резидентно у ентитету у јуну 2005. године                        | 47833    |
| 53  | Мушко становништво старосног доба од 5 година и више, резидентно у ентитету у јуну 2005. године  | 22254    |
| 54  | Женско становништво старосног доба од 5 и више година, резидентно у ентитету у јуну 2005. године | 25579    |
| 55  | Становништво од 5 година и више које је живело у другом ентитету у јуну 2005. године             | 954      |
| 56  | Мушко становништво старије од 5 година које је живело у другом ентитету у јуну 2005. године      | 462      |
| 57  | Женско становништво старије од 5 година које је живело у другом ентитету у јуну 2005. године     | 492      |
| 58  | Становништво од 3 године и више које говори аутохтони језик                                      | 669      |
| 59  | Мушко становништво старо 3 године и више које говори аутохтони језик                             | 356      |
| 60  | Женско становништво старо 3 године и више које говори аутохтони језик                            | 313      |
| 61  | Становништво од 3 године и више које говори аутохтони језик и не говори шпански језик            | 1        |
| 62  | Мушко становништво старо 3 године и више које говори аутохтони језик и не говори шпански         | 1        |
| 63  | Женско становништво старо 3 године и више које говори аутохтони језик и не говори шпански језик  | 0        |
| 64  | Становништво старо 3 године и више које говори аутохтони језик и шпански                         | 590      |
| 65  | Мушко становништво старо 3 године и више које говори аутохтони језик и шпански                   | 314      |
| 66  | Женско становништво старо 3 године и више које говори аутохтони језик и шпански                  | 276      |
| 67  | Становништво од 5 година и више које говори аутохтони језик                                      | 666      |
| 68  | Становништво од 5 година и више које говори аутохтони језик и не говори шпански језик            | 1        |
| 69  | Становништво од 5 година и више које говори аутохтони језик и говори шпански језик               | 587      |
| 70  | Становништво у домородачким домаћинствима                                                        | 1639     |
| 71  | Становништво са ограничењима у активностима                                                      | 2772     |
| 72  | Становништво са ограниченим ходањем или кретањем, горе или доле                                  | 1512     |
| 73  | Становници са ограничењима вида, чак и уз кориштење сочива                                       | 855      |
| 74  | Становништво са ограничењима говора, комуникације или конверзације                               | 237      |
| 75  | Становништво са ограниченим слухом                                                               | 336      |
| 76  | Становништво са ограничењима при одевању, купању или јелу                                        | 133      |
| 77  | Становништво са ограничењима у опажању или учењу једноставних ствари                             | 132      |
| 78  | Становништво са менталним ограничењима                                                           | 234      |
| 79  | Становништво без ограничења активности                                                           | 52236    |
| 80  | Становништво од 3 до 5 година које не похађа школу                                               | 1388     |
| 81  | Мушко становништво од 3 до 5 година које не похађа школу                                         | 689      |
| 82  | Женско становништво од 3 до 5 година које не похађа школу                                        | 699      |
| 83  | Становништво од 6 до 11 година које не похађа школу                                              | 171      |
| 84  | Мушко становништво од 6 до 11 година које не похађа школу                                        | 99       |
| 85  | Женско становништво од 6 до 11 година које не похађа школу                                       | 72       |
| 86  | Становништво од 12 до 14 година које не похађа школу                                             | 305      |
| 87  | Мушко становништво од 12 до 14 година које не похађа школу                                       | 173      |
| 88  | Женско становништво од 12 до 14 година које не похађа школу                                      | 132      |
| 89  | Становништво од 15 до 17 година похађа школу                                                     | 2233     |
| 90  | Мушко становништво од 15 до 17 година похађа школу                                               | 1041     |
| 91  | Женско становништво између 15 и 17 година живота у школи                                         | 1192     |
| 92  | Становништво од 18 до 24 године похађа школу                                                     | 2113     |
| 93  | Мушко становништво од 18 до 24 године похађа школу                                               | 1004     |
| 94  | Женско становништво од 18 до 24 године похађа школу                                              | 1109     |
| 95  | Становништво од 8 до 14 година које не може да чита и пише                                       | 226      |
| 96  | Мушко становништво старосног доба од 8 до 14 година које не може да чита и пише                  | 131      |
| 97  | Женско становништво старосног доби од 8 до 14 година које не може да чита и пише                 | 95       |
| 98  | Становништво од 15 година и више које је неписмено                                               | 2496     |
| 99  | Мушко становништво од 15 година и више које је неписмено                                         | 979      |
| 100 | Женско становништво од 15 година и више које је неписмено                                        | 1517     |
| 101 | Становништво старо 15 и више година без школовања                                                | 2922     |
| 102 | Мушко становништво старо 15 и више година без школовања                                          | 1251     |
| 103 | Женско становништво старо 15 и више година без школовања                                         | 1671     |
| 104 | Становништво старосног доба 15 и више година са непотпуним основним образовањем                  | 4363     |
| 105 | Мушко становништво старосног доба од 15 година и више са непотпуном основним образовањем         | 1972     |
| 106 | Женско становништво старосног доба 15 и више година са непотпуном основним образовањем           | 2391     |
| 107 | Становништво старо 15 и више година са комплетним основним образовањем                           | 6198     |
| 108 | Мушко становништво старо 15 година и више са комплетним основним образовањем                     | 2746     |
| 109 | Женско становништво старо 15 и више година са комплетним основним образовањем                    | 3452     |
| 110 | Становништво старосног доба 15 и више година са непотпуним средњим образовањем                   | 2706     |
| 111 | Мушко становништво старосног доба од 15 година и више са непотпуним средњим образовањем          | 1495     |
| 112 | Женско становништво старосног доба од 15 година и више са непотпуним средњим образовањем         | 1211     |
| 113 | Становништво старо 15 и више година са пуним секундарном образовањем                             | 7703     |
| 114 | Мушко становништво старосног доба од 15 година и више са пуним секундарном образовањем           | 3533     |
| 115 | Женско становништво старосног доба од 15 година и више са пуним секундарном образовањем          | 4170     |
| 116 | Становништво старије од 18 година са постосновним образовањем                                    | 13395    |
| 117 | Мушко становништво старије од 18 година са постосновним образовањем                              | 6132     |
| 118 | Женско становништво старије од 18 година са постосновним образовањем                             | 7263     |
| 119 | Просечна оцена школовања                                                                         | 8.66     |
| 120 | Просечан ниво образовања мушке популације                                                        | 8.75     |
| 121 | Просечан ниво образовања женског становништва                                                    | 8.59     |
| 122 | Економски активно становништво                                                                   | 22521    |
| 123 | Економски активна мушка популација                                                               | 13947    |
| 124 | Економски активна женска популација                                                              | 8574     |
| 125 | Становништво које није економски активно                                                         | 19113    |
| 126 | Мушко становништво које није економски активно                                                   | 5266     |
| 127 | Женско становништво које није економски активно                                                  | 13847    |
| 128 | Запослено становништво                                                                           | 21368    |
| 129 | Запослено мушко становништво                                                                     | 12986    |
| 130 | Запослено женско становништво                                                                    | 8382     |
| 131 | Незапослена популација                                                                           | 1153     |
| 132 | Незапослена мушка популација                                                                     | 961      |
| 133 | Незапослена женска популација                                                                    | 192      |
| 134 | Становништво без права на здравствене услуге                                                     | 21814    |
| 135 | Становништво које има право на здравствене услуге                                                | 33290    |
| 136 | Становништво које има право на ИМСС                                                              | 10797    |
| 137 | Становништво које има право на социјално осигурање                                               | 6593     |
| 138 | Становништво које има право на државно социјално осигурање                                       | 95       |
| 139 | Становништво које има право на опште осигурање или здравствено осигурање за нову генерацију      | 15219    |
| 140 | Становништво које је било једном или није било у браку током 12 година и више                    | 14636    |
| 141 | Венчано или уједињено становништво од 12 година и више                                           | 23182    |
| 142 | Становништво које је било у браку или уједињено 12 година и више                                 | 3915     |
| 143 | Становништво са католичком религијом                                                             | 50038    |
| 144 | Протестанти, еванђелисти и библијски следбеници различити од еванђелиста                         | 3250     |
| 145 | Становништво са другим религијама различитим од претходних                                       | 54       |
| 146 | Становништво без религије                                                                        | 1104     |
| 147 | Укупно пописаних домаћинства                                                                     | 13141    |
| 148 | Пописна домаћинства на челу са мушкарцима                                                        | 9612     |
| 149 | Пописна домаћинства на челу са женама                                                            | 3529     |
| 150 | Становништво у пописним домаћинствима                                                            | 54888    |
| 151 | Становништво у пописним домаћинствима на челу са мушкарцима                                      | 42100    |
| 152 | Становништво у пописним домаћинствима на челу са женама                                          | 12788    |
| 153 | Укупно домаћинстава                                                                              | 16095    |
| 154 | Укупно насељених домаћинстава                                                                    | 13175    |
| 155 | Укупно приватних кућа                                                                            | 16061    |
| 156 | Насељени приватни домови                                                                         | 13141    |
| 157 | Укупно насељених приватних кућа                                                                  | 13164    |
| 158 | Ненасељене приватне куће                                                                         | 2153     |
| 159 | Појединачна домаћинства за привремену употребу                                                   | 767      |
| 160 | Становници у насељеним приватним кућама                                                          | 54888    |
| 161 | Насељеност станара у приватним становима                                                         | 4.18     |
| 162 | Просечно становника по соби у приватним насељеним домаћинствима                                  | 1.06     |
| 163 | Појединачна домаћинства са подовима од различитих материјала од земље                            | 11971    |
| 164 | Појединачна домаћинства у приземљу                                                               | 1116     |
| 165 | Појединачна домаћинства са једном спаваћом собом                                                 | 3514     |
| 166 | Појединачна домаћинства са две спаваће собе и више                                               | 9582     |
| 167 | Појединачна домаћинства са једним собом                                                          | 593      |
| 168 | Појединачна домаћинства са две собе                                                              | 1821     |
| 169 | Појединачна домаћинства са 3 собе и више                                                         | 10667    |
| 170 | Појединачна домаћинства која имају електрично светло                                             | 13032    |
| 171 | Појединачна домаћинства која немају електрично светло                                            | 63       |
| 172 | Појединачна домаћинства која имају водоводну воду у стамбеном простору                           | 12495    |
| 173 | Појединачна домаћинства која немају водоводну воду у стамбеном простору                          | 583      |
| 174 | Појединачна домаћинства која имају тоалет                                                        | 12994    |
| 175 | Појединачна домаћинства која имају канализацију                                                  | 12657    |
| 176 | Појединачна домаћинства која немају канализацију                                                 | 418      |
| 177 | Појединачна домаћинства која имају електрично светло, довод воде из јавне мреже и канализацију   | 12170    |
| 178 | Појединачна домаћинства без икаквих услова                                                       | 113      |
| 179 | Појединачна домаћинства која имају радио                                                         | 10693    |
| 180 | Појединачна домаћинства која имају телевизор                                                     | 12613    |
| 181 | Појединачна домаћинства која имају фрижидер                                                      | 10463    |
| 182 | Појединачна домаћинства која имају машину за веш                                                 | 8860     |
| 183 | Појединачна домаћинства која имају аутомобил или комби                                           | 5743     |
| 184 | Појединачна домаћинства која имају рачунар                                                       | 3518     |
| 185 | Појединачна домаћинства која имају фиксну телефонску линију                                      | 6008     |
| 186 | Појединачна домаћинства која имају мобилни телефон                                               | 8376     |
| 187 | Појединачна домаћинства која имају приступ интернету                                             | 2315     |
| 188 | Величина локације                                                                                | 10       |